# Parque nacional de Hell's Gate
El ' Parque nacional de Hell’s Gate (en inglés, Hell's Gate National Park) es un área natural protegida de Kenia, situada en la región central del país, al noroccidente de Nairobi.

## Territorio
Hell's Gate se encuentra en el distrito de Nakuru, provincia del Valle del Rift, alrededor de 90 km al noroeste de Nairobi, cerca del lago Naivasha y del volcán Longonot. Tiene una superficie de 68,25 km² y se caracteriza por una topografía y geología con variaciones, que incluye formaciones rocosas espectaculares al igual que la Fischer's Tower, la Central Tower y la garganta de Hell's Gate (literalmente "boca del infierno") del cual el parque coge el nombre. En la zona del parque hay cascadas de agua caliente y cerca de la localidad de Olkaria hay tres centrales geotérmicas.

## Fauna

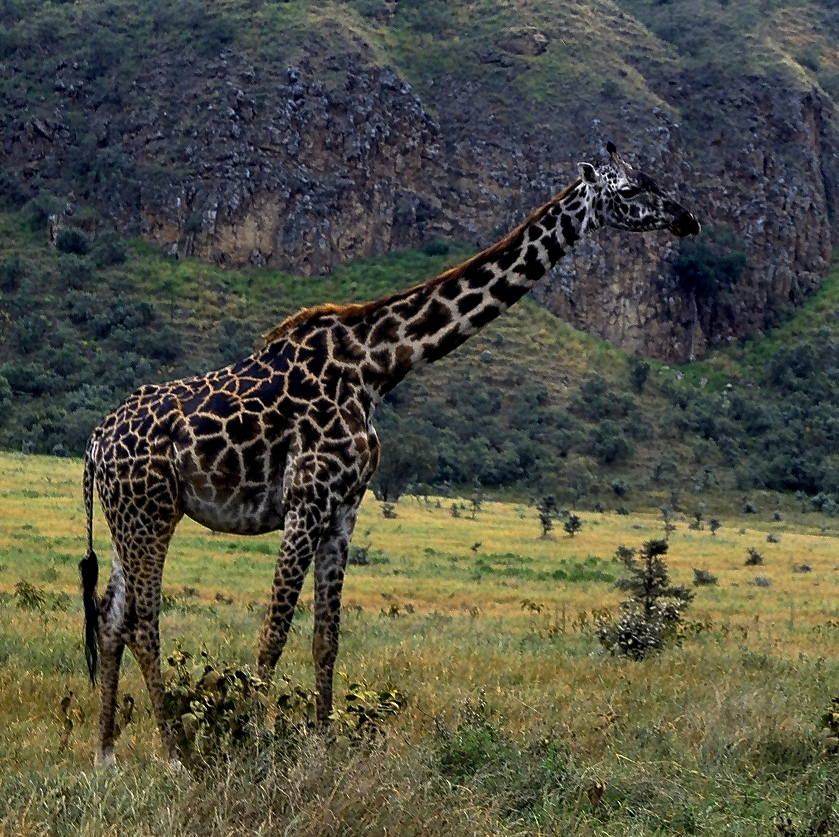
Jirafa en el parque de Hell's Gate

Hay una gran variedad de vida silvestre en el parque nacional, aunque muchas especies poseen un número relativamente bajo. Ejemplos de fauna poco vista incluyen leones, leopardos y guepardos. Sin embargo, el parque ha sido históricamente un hogar importante para los poco vistos quebrantahuesos. Hay más de 103 especies de aves en el parque, incluyendo buitres, águilas cafre y augur oriental. Hyracoidea, búfalo africano, la cebra, el eland, el alcélafo, la gacela de Thomson, la hiena, y los babuinos también son comunes.

## Turismo
El parque goza de un gran flujo de visitantes sobre todo a la proximidad de Nairobi (alrededor 90 minutos en coche) y los precios moderados de las entradas de ingreso. En el parque hay una discreta fauna, pero no animales peligrosos. Por este motivo, es posible hacer senderismo, escalada y andar en bicicleta.
El escenario principal de la película de 1994 El rey león está inspirado en este parque, por el cual varios miembros del equipo cinematográfico recorrieron sus parajes para estudiar y obtener una idea del ambiente para la película. 
- Datos: Q1603133
- Multimedia: Hell's Gate National Park (Kenya) / Q1603133